# SkyShowtime
SkyShowtime – europejski serwis streamingowy SVOD, której właścicielem są firmy Comcast i Paramount Global. Usługa została uruchomiona 20 września 2022 roku. Usługa zawiera produkcje Universal, DreamWorks, Sky, Nickelodeon, Showtime i Paramount Pictures, w tym także treści z innych zagranicznych platform streamingowych, a konkretnie Peacock i Paramount+.

## Historia
W sierpniu 2021 roku Comcast ogłosił zawarcie umowy z Paramount Global w celu uruchomienia wspólnego serwisu streamingowego o nazwie SkyShowtime, która łączyłaby programy obu firm. Usługa jest dostępna w 22 krajach europejskich.
Usługa uzyskała pełną zgodę organów regulacyjnych w lutym 2022 roku.

## Oferta programowa
Oferta SkyShowtime obejmuje materiały od licznych marek wchodzących w skład prowadzących go korporacji. Wśród dostawców programów znajdują się:
- Universal
- Dreamworks
- Sky
- Peacock
- Nickelodeon
- Showtime
- Paramount+
- Paramount Pictures

## Polskie produkcje oryginalne

### Seriale
- Warszawianka (2023)[5]
- Śleboda (2024)[6][7]
- Langer (2024)[8][9]

## Uruchomienie
| Data Startu               | Kraj                 |
| ------------------------- | -------------------- |
| 20 września 2022(dts)     | Dania                |
| 20 września 2022(dts)     | Finlandia            |
| 20 września 2022(dts)     | Norwegia             |
| 20 września 2022(dts)     | Szwecja              |
| 25 października 2022(dts) | Holandia             |
| 25 października 2022(dts) | Portugalia           |
| 14 grudnia 2022(dts)      | Bośnia i Hercegowina |
| 14 grudnia 2022(dts)      | Bułgaria             |
| 14 grudnia 2022(dts)      | Chorwacja            |
| 14 grudnia 2022(dts)      | Słowenia             |
| 14 grudnia 2022(dts)      | Czarnogóra           |
| 14 grudnia 2022(dts)      | Serbia               |
| 14 lutego 2023(dts)       | Słowacja             |
| 14 lutego 2023(dts)       | Węgry                |
| 14 lutego 2023(dts)       | Kosowo               |
| 14 lutego 2023(dts)       | Macedonia Północna   |
| 14 lutego 2023(dts)       | Polska               |
| 14 lutego 2023(dts)       | Czechy               |
| 14 lutego 2023(dts)       | Rumunia              |
| 14 lutego 2023(dts)       | Albania              |
| 28 lutego 2023            | Hiszpania            |
| 28 lutego 2023            | Andora               |